# Infanterie-Regiment Großherzog von Sachsen (5. Thüringisches) Nr. 94
Das Infanterie-Regiment Großherzog von Sachsen (5. Thüringisches) Nr. 94 war ein von 1867 bis 1919 bestehender Verband der Preußischen Armee, dessen Ursprünge auf das Jahr 1702 zurückgehen.

## Vorgeschichte
Herzog Ernst Wilhelm von Sachsen-Weimar errichtete am 28. Oktober 1702 eine Kompanie „Garde zu Fuß“, welche als Herzogliche Haustruppe nur für Ehren- und Wachdienst bestimmt war. 17 Jahre später wurde diese Kompanie in ein Regiment mit zwei Bataillonen gegliedert. 1790 bildete Herzog Karl August aus diesen Truppenteilen ein „Scharfschützen-Bataillon“. Am 15. Dezember 1806 mussten die Herzöge von Sachsen-Weimar, Sachsen-Gotha-Altenburg, Sachsen-Meiningen, Sachsen-Coburg-Saalfeld und Sachsen-Hildburghausen dem Rheinbund beitreten und stellten als Kontingent gemeinsam das „Regiment der Herzöge von Sachsen“ auf. An der Seite der französischen Revolutionsarmee ging die Truppe 1810 in Spanien fast völlig zu Grunde. 1812 etwas erholt, erlitt sie im Russlandfeldzug so schwere Verluste, dass sich nur schwache Reste retten konnten.
Im Frühjahr 1813 wurde für Frankreich ein „Bataillon de Marche“ aufgestellt, das jedoch nach der Niederlage Napoleons als „Thüringer Bataillon“ zu den Verbündeten übertrat.

### Kampfhandlungen 1796–1867
- 1796 gegen Frankreich
- 1806 gegen Frankreich, Schlacht bei Jena und Auerstedt
- 1807 an der Seite Frankreichs, Hollands, Italiens und einiger Rheinbundstaaten gegen Preußen Belagerung von Kolberg 1807
- 1808/09 als Mitglied des Rheinbundes auf der Seite Frankreichs gegen Österreich, Kämpfe in Tirol, im Eisackthal (Sachsenklemme), schwere Verluste[1]
- 1810 in Spanien: Manresa, Kämpfe und Seuchen lassen das Regiment auf eine Kompanie zusammenschmelzen. Die Fürsten-Division wird für aufgelöst erklärt.
- 1811 Rückmarsch der restlichen Truppen nach Deutschland.
- 1812 gegen Russland: das Regiment (wieder alle fünf Fürstentümer) rückt als 4. der Reserve-Division Loison in Russland ein, zu dieser gehört auch das 5. Regiment (Anhalt und Lippe – siehe auch Inf.-Rgt. Nr. 93) und das 6. Regiment (Schwarzburg, Waldeck, Reuss – siehe auch Inf.-Rgt. Nr. 96)). Gefechte bei Wilna, das stark geschwächte Regiment gelangt nach Danzig, wo die Reste der sämtlichen kleineren deutschen Rheinbundstaaten (4., 5., 6. Regiment) die deutsche Brigade bilden. Bei der Kapitulation von Danzig am 30. November 1813 entlassen.
- 1813 gegen Frankreich: (das von Gotha-Altenburg, Weimar, Meiningen, Hildburghausen für Napoleon aufgestellte „Bataillone de Marche“ kämpfen als Thüringer-Bataillon gegen ihn) Schlacht an der Katzbach, Zuteilung an das Leib-Regiment (Nr. 8), Gefechte bei Wartenburg, Schlacht bei Möckern-Leipzig, Gefecht bei Freiburg am Hörfelberg. Am Rhein wird es 1813 entlassen.
- 1813 gegen die Verbündeten: bei Hagelberg, in Magdeburg.
- 1814 (Weimarsches Kontingent) gegen Frankreich: (in der Anhalt-Thüringischen Brigade, je zwei Bataillone Sachsen-Weimar, Gotha-Altenburg, Dessau-Cöthen und Schwarzburg sowie ein Bataillon Bernburg (III. deutsches Bundeskorps), Einschließung von Antwerpen, von Valenciennes, von Conde.
- 1815 (im Norddeutschen Bundes-Armeekorps) gegen Frankreich: Einschließung von Bouillon, Sedan, Montmedy und Mezieres.
- 1849 gegen Dänemark: (2. kombinierte Brigade, 1. kombinierte Division) im Sundewitt, Scharmützel um die Düppeler Höhen.
- 1866 neutral gegen Preußen: in der Bundesfestungen Mainz, Ulm, Rastatt (18. August 1866 Bündnis mit Preußen).

## Geschichte
Am 26. Juni 1867 schlossen Preußen und Sachsen-Weimar eine Militärkonvention, nach der die Truppe nach preußischem Muster eingerichtet wurde. Zum 1. Oktober 1867 folgte erstmals die Benennung in Infanterie-Regiment Großherzog von Sachsen (5. Thüringisches) Nr. 94. Stab und I. Bataillon waren in Weimar, das II. Bataillon in Eisenach und das Füsilier-Bataillon in Jena stationiert. Der Verband war der 44. Infanterie-Brigade unterstellt und bildete mit der 43. Infanterie-Brigade die 22. Division des
XI. Armee-Korps. Im Zuge der Heereserweiterung folgte zum 1. April 1899 die Unterstellung des Regiments zur 83. Infanterie-Brigade, der 38. Division, beide in Erfurt.
Am 25. Oktober 1912 bestimmte Kaiser Wilhelm II., dass der Verband zukünftig die Bezeichnung Infanterie-Regiment Großherzog von Sachsen (5. Thüringisches) Nr. 94 zu führen hat.

### Deutsch-Französischer Krieg
Im Krieg gegen Frankreich nahm das Regiment 1870/71 bei der 22. Infanterie-Division an den Schlachten bei Wörth und Sedan, dem Ausfallgefecht am Mont Mesly, Gefecht bei Artenay, Treffen bei Orleans, Erstürmung von Chateaudun, Einnahme von Chartres, Rekognoszierungsgefecht bei Courville, Vorpostengefechte bei Levarille St. Sauveur, Gefechte bei Chateauneuf en Thimerais, bei Bretoncelles, Scharmützel bei Brou, Schlacht bei Loigny-Poupry, bei Orleans, bei Beaugency-Cravant, Gefecht bei La Fourche, Schlacht bei Le Mans (Gefechte bei Le Chene-Les Cohernieres, bei La Croir), Gefecht bei Alencon, Beschließung von Marsal, Beobachtung und Einschließung von Pfalzburg, Einschließung und Belagerung von Paris teil.

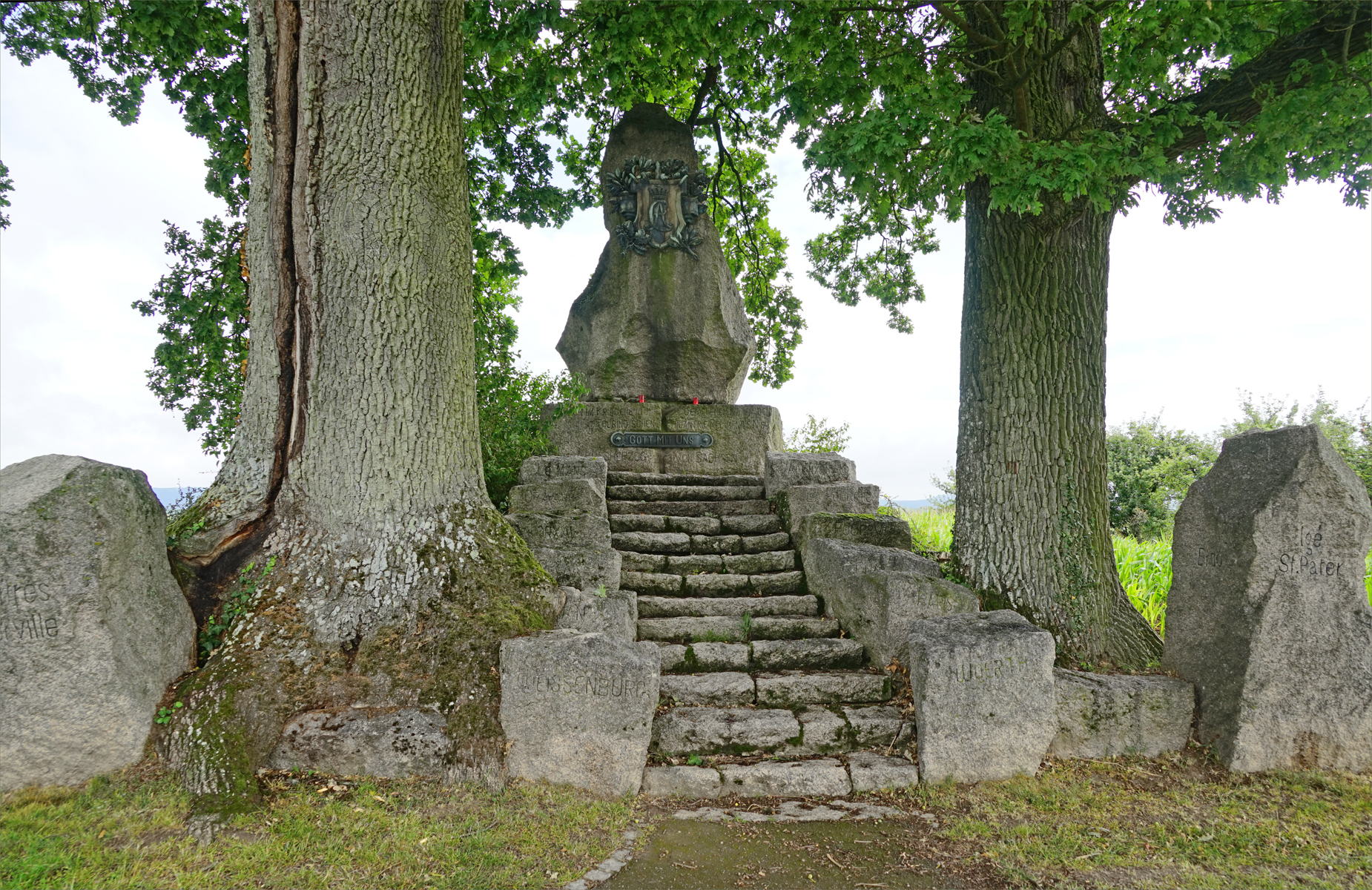
Denkmal zur Erinnerung an die Schlacht bei Wörth am 6. August 1870, 5. Thüringisches Infanterie-Regiment Nr. 94 (Großherzog von Sachsen)

### Erster Weltkrieg

#### 1914 Westfront
- 22. bis 25. August – Eroberung von Namur

#### September 1914 bis September 1915 Ostfront
- 05. bis 15. September – Schlacht an den Masurischen Seen
- 04. bis 5. Oktober – Gefechte bei Opatów und Radom
- 09. bis 20. Oktober – Schlacht bei Iwangorod
- 22. bis 28. Oktober – Kämpfe an der Rawka
- 14. bis 15. November – Schlacht bei Kutno
- 16. November bis 15. Dezember – Schlacht um Łódź
- 30. November bis 4. Dezember – Schlacht bei Lask-Pabianice
- ab 18. Dezember – Schlacht an der Rawka-Bzura
- bis 3. Juli – Schlacht an der Rawka-Bzura
- 13. bis 17. Juli – Durchbruchsschlacht bei Przasnysz
- 18. bis 22. Juli – Verfolgungskämpfe zum unteren Narew
- 23. Juli bis 3. August – Schlacht am Narew
- 04. bis 7. August – Schlacht am Orz
- 08. bis 10. August – Schlacht bei Ostrow
- 11. bis 12. August – Schlacht bei Tschishew-Sambrow
- 13. bis 18. August – Verfolgungskämpfe am oberen Narew und Nurzec
- 19. bis 25. August – Schlacht bei Bielsk
- 26. August bis 5. September – Verfolgungskämpfe am Swislocz und an der Naumka-Werecia
- 06. bis 7. September – Schlacht bei Wolkowyszk
- 08. bis 16. September – Verfolgung vom Njemen zur Beresina
- 16. bis 17. September – Schlacht an der Szczara und Jelnia
- 17. bis 18. September – Verfolgungskämpfe in den litauischen Sümpfen

#### Oktober 1915 bis 1918 Westfront
- ab 9. Oktober – Kämpfe an der Aisne
- bis 14. März 1916 – Kämpfe an der Aisne
- 13. Mai bis 8. September – Schlacht um Verdun
- 18. bis 29. Mai – Kämpfe um Höhe 304
- 18. Oktober bis 17. November – Schlacht an der Somme
- 18. November bis 17. Dezember – Stellungskämpfe an der Yser
- ab 18. Dezember – Stellungskämpfe an der Somme
- bis 15. März – Stellungskämpfe an der Somme
- 15. März bis 5. April – Stellungskämpfe an der Aisne
- 16. März bis 11. April – Kämpfe vor der Siegfriedfront
- 16. bis 20. Mai – Frühjahrsschlacht bei Arras
- 21. Mai bis 4. Juni – Stellungskämpfe in Flandern und Artois
- 08. Juni bis 6. August – Schlacht in Flandern
- 07. bis 27. August – Reserve der OHL beim Gouvernement Antwerpen
- 28. August bis 7. November – Stellungskämpfe in Flandern und Artois
- 08. November bis 3. Dezember – Herbstschlacht in Flandern
- ab 4. Dezember – Stellungskämpfe in Flandern
- bis 9. April – Stellungskämpfe in Flandern
- 04. bis 30. April – Stellungskämpfe in Flandern und Artois
  - 9. bis 18. April – Schlacht bei Armentières
- 01. Mai bis 4. August – Stellungskämpfe in Französisch-Flandern und Artois
- 05. bis 6. August – Kämpfe vor der Front Ypern-La Bassée
- 08. bis 20. August – Abwehrschlacht zwischen Somme und Avre
- 8. bis 9. August – Tankschlacht zwischen Ancre und Avre
- 10. bis 12. August – Schlacht an der Römerstraße
- 21. August bis 2. September – Abwehrschlacht zwischen Scarpe und Somme
  - 22. August bis 2. September – Schlacht Albert-Péronne
- 03. bis 7. September – Kämpfe vor der Siegfriedfront
- 08. September bis 8. Oktober – Abwehrschlacht zwischen Cambrai und St. Quentin
- 09. bis 15. Oktober – Kämpfe vor und in der Hermannstellung
- 15. bis 19. Oktober – Kämpfe zwischen Deûle-Kanal und Schelde
- 20. Oktober bis 4. November – Kämpfe in der Hermannstellung an der Schelde
- 05. bis 11. November – Rückzugskämpfe vor der Antwerpen-Maas-Stellung
- 12. November bis 19. Dezember – Räumung des besetzten Gebietes und Marsch in die Heimat

### Kommandeure

#### Kompanie Garde zur Fuß
- 28. Oktober 1702 Otto Wilhelm von Rumroth
- 1729 Oberst Prinz Emmanuel Friedrich Wilhelm Bernhard von Sachsen-Weimar[3]

#### Regiment zu Fuß Sachsen-Weimar-Eisenach
- 1733: Prinz Ludwig Friedrich von Sachsen-Hildburghausen

#### Infanterie-Leib-Regiment
- 12. Januar 1742 Christian Ernst von Stangen
- 6. Juli 1742 Wilhelm Ludwig von Buttlar
- 1750 Georg Heinrich von Burgsdorff
- 1756 Johann Maximilian Albrecht von Laßberg
- 1784 Christian von Bendeleben

#### Jäger-Korps, Scharfschützen-Korps
- 1. Juli 1788 Wilhelm Heinrich von Germar
- 1797 Friedrich Ludwig von Germar
- 1805 Johann Christoph Ehrenfried von Hoenning
- 1806: Friedrich Ernst von Germar

#### Regiment der Herzöge von Sachsen
- 1807: August Karl von und zu Egloffstein
- 3. April 1813 Thüringer Bataillon Major August Lincker von Lützenwick
- 1813: Magdeburger Bataillon: Major Ferdinand Johann Albrecht Wolfskeel von Reichenberg
- 1821: Friedrich von Germar
- 1828: August Lincker von Lützenwick
- 1830: Friedrich Ernst von Germar
- 1834: Heinrich Emil Friedrich August von Beulwitz
- 1840: unbesetzt
- 10. August 1848 Friedrich von Tümpling
- 28. Mai 1851 Heinrich Ernst von Poyda
- 1. April 1863 Fritz von Sydow

#### Infanterie-Regiment Nr. 94
- 24. Juni 1867 Julius von Bessel
- 06. November 1870 Otto von Palmenstein
- 17. Dezember 1870 Wilhelm Marschall von Sulicki
- 18. Mai 1876 Fritz von Wangenheim
- 15. Mai 1883 Heinrich zu Rantzau
- 10. Juli 1888 Hugo von Hagen
- 23. Oktober 1890 August von Schmeling
- 14. Mai 1894 Hugo von Eberstein
- 20. Juli 1897 Julius von Groß genannt von Schwarzhoff
- 18. April 1900 Leo von Maercken zu Geerath
- 18. Juni 1903 Eberhard von Kurowski
- 14. Juni 1906 Arnold von Winckler
- 18. November 1907 Klaus von Bismarck
- 21. April 1911 Leo von Stocken
- 19. November 1912 Rudolf von Lepel
- 02. August 1914 Friedrich Digeon von Monteton
- 12. November 1914 Friedrich von Taysen
- 13. April 1918 Karl von Rettberg
- Dezember 1918 – März 1919 Friedrich von Taysen

### Sonstiges

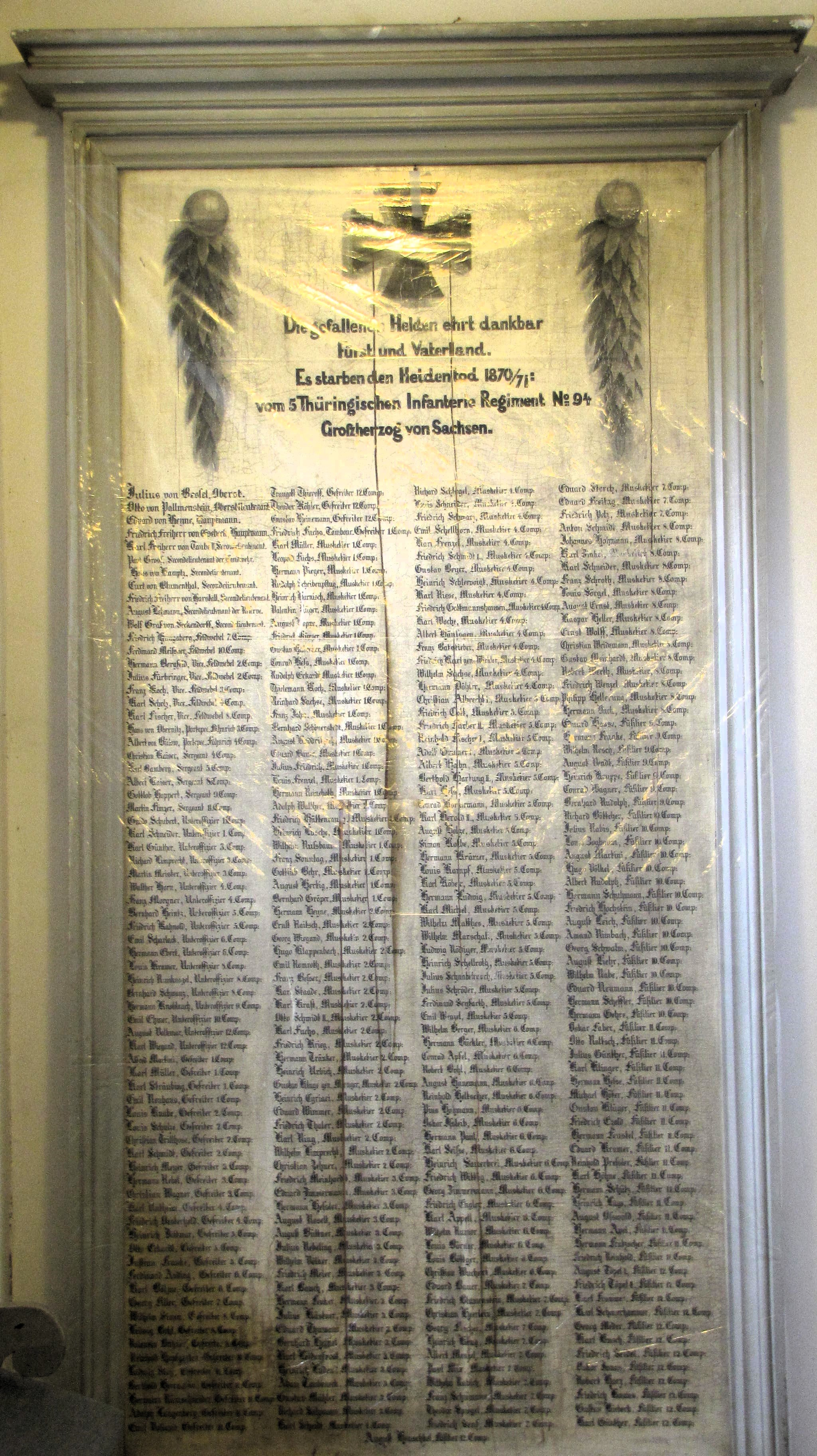
Gedenktafel in der Weimarer Jakobskirche für die Gefallenen Soldaten des Regiment während des Krieges gegen Frankreich 1870/71

In Weimar stand bis 1949 das Kriegerdenkmal des 94er Regiments. Es wurde 1949 aufgrund der Direktive Nr. 30 des Alliierten Kontrollrats über die Beseitigung deutscher Denkmäler und Museen militärischen und nationalsozialistischen Charakters vom 13. Mai 1946. an seinem Standort entfernt.